# Bocchetta Campiglia
Bocchetta Campiglia je horské sedlo o nadmořské výšce 1 216 m nacházející se na úpatí masivu Pasubio nad průsmykem Passo Xomo ve Vicentinských Alpách.
Nachází se na hranici mezi obcemi Posina a Valli del Pasubio a za svůj historický význam vděčí tomu, že se v květnu 1916 během jarní ofenzivy stalo místem maximálního postupu rakousko-uherské armády v první světové válce. Na tomto malém přírodním sedle se italské armádě podařilo zastavit postup nepřítele směrem do údolí k městu Vicenza.
V pokračování konfliktu zůstalo toto sedlo důležitým centrem pro zásobování italských vojsk, neboť tudy prochází vojenská silnice Strada degli Scarubbi vybudovaná pro přístup do vrcholové oblasti Pasubia.
Kromě toho odtud vychází slavná Strada delle 52 Gallerie, umožňující rovněž přístup k Monte Pasubio.
V současnosti se sedlo Bocchetta Campiglia stalo tradičním výchozím bodem pro výlety na Pasubio, poněvadž se zde nalézá dostatečně velké parkoviště. Příjezdová silnice do sedla vedoucí z Passo Xomo byla po roce 2000 vyasfaltována.